# Darío Benedetto
Pour les articles homonymes, voir Benedetto.
Darío Benedetto, surnommé Pipa, né le 17 mai 1990 à Berazategui, est un footballeur international argentin qui possède également la nationalité mexicaine depuis 2015. Il évolue au poste d'attaquant.

## Biographie

### Enfance
Darío Benedetto est né le 17 mai 1990 à Berazategui, dans la ville de Buenos Aires. Élevé avec ses cousins, il est passionné de football et formé dans les catégories jeunes du CA Independiente.
À l'âge de douze ans, alors qu'il dispute une finale lors des « jeux nationaux Evita », sa mère subit une crise cardiaque dans les tribunes et meurt. Darío décide d'arrêter le football et l'école et de travailler avec son père comme maçon. Au cours de cette période, il forme un groupe de cumbia avec son frère Lucas, El Pato, qui lui permet de passer trois fois à la télévision, sur la chaîne América TV.
À seize ans, il fait un essai à l'Arsenal de Sarandí et est placé dans l'équipe réserve.

### Carrière en club

#### Débuts professionnels mitigés (2007-2010)
Darío Benedetto fait ses débuts professionnels contre Boca Juniors, le 9 novembre 2007 lors de la quatorzième journée du Tournoi d'ouverture.
Benedetto marque son premier but quelques mois plus tard, lors du tournoi de clôture, contre Lanús.
Il est prêté pour l'année 2010 au Defensa y Justicia en deuxième division argentine. Mais il n'inscrit que deux buts en 23 rencontres.
À l'été 2011, il retourne à l'Arsenal, où il est sacré champion du Tournoi de clôture 2012, mais avec un temps de jeu réduit. L'équipe remporte aussi la Supercoupe d'Argentine 2012, Darío n'entre cependant pas sur le terrain.

#### Nouveau prêt et retour à Sarandí (2010-2013)
Pour la première moitié de 2011, Benedetto est de nouveau prêté en deuxième division, au Gimnasia Jujuy. Il y hérite du surnom El Diablo grâce à de bonnes performances qui le voient inscrire 11 buts en 19 rencontres.
Dans le championnat 2012-2013, Gustavo Alfaro lui donne l'occasion d'être titulaire au sein de l'équipe de Sarandí. Benedetto en profite pour marquer des buts contre l'Unión de Santa Fe et River Plate dans le stade El Monumental. Lors de la Copa Libertadores 2013, il inscrit son premier but en compétition continentale sur coup franc contre The Strongest au sommet de La Paz, puis deux autres contre São Paulo FC et l'Atlético Mineiro.

#### Exil au Mexique (2013-2016)

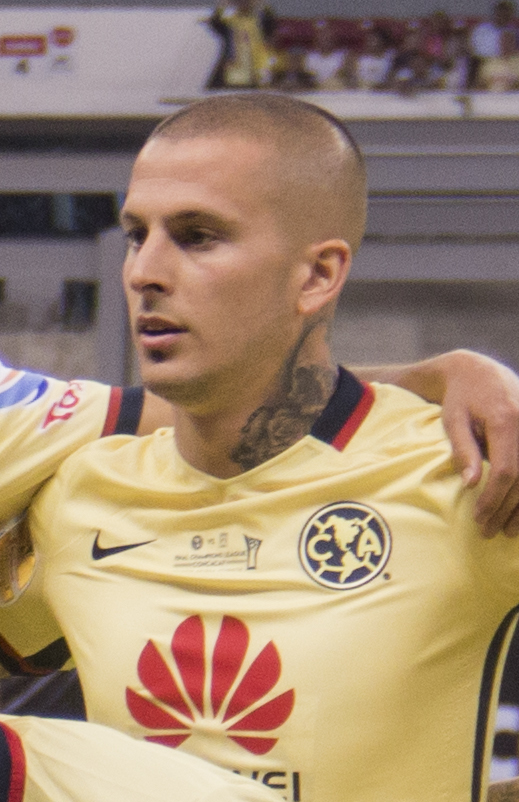
Benedetto sous les couleurs du Club América en 2016.

Son contrat est racheté par le Club Tijuana contre 1,5 M€ à l'été 2013. Il fait ses débuts le 19 juillet 2013 en inscrivant un triplé contre le Club Atlas de Guadalajara. Au total, il marque 23 buts en 50 matchs et, jusqu'au moment de son départ, il demeure le meilleur buteur du club. Ses performances lui ouvrent les portes d'un club mexicain plus huppé à México : le Club América, pour un montant de transfert estimé à 6,6 M€.
Darío signe son premier but à Monterrey lors d'un match amical, alors que son premier en match officiel a lieu contre les Tigres UANL. Barré par la concurrence, il doit s'excentrer sur l'aile gauche et se mue davantage en passeur qu'en buteur.
Le 8 avril 2015, pour la demi-finale de la Ligue des champions de la CONCACAF, il réussit à marquer quatre buts contre Herediano alors que son équipe est menée de trois buts. Le 29 avril 2015, il est auteur de trois des quatre réalisations de Club América face à l'Impact de Montréal lors du match retour de la finale de la Ligue des champions de la CONCACAF 2014-2015 (4-2). Il gagne ainsi sa première Ligue des champions, compétition au cours de laquelle il remporte également le Ballon d'or et est avec son coéquipier Oribe Peralta le Soulier d'or de cette compétition avec sept réalisations.
Alors joueur de l'América, Benedetto obtient la nationalité mexicaine et exprime son désir de jouer pour l'équipe nationale locale.
Le succès continental qualifie l'équipe pour la Coupe du monde des clubs de la FIFA 2015 à laquelle Benedetto participe. L'équipe réussit ensuite à conserver son titre sudaméricain.
Malgré le peu de temps de jeu et de considération de ses entraineurs successifs, Gustavo Matosas et Ignacio Nacho Ambríz,, il inscrit tout de même 26 buts en 61 matchs. Il trouve une porte de sortie et retourne en Argentine pour s'engager à Boca Juniors en 2016, dont il porte le logo tatoué sur le corps. Il prend lui-même en charge une partie de son transfert qui s'élève à 4,4 M€.

#### Retour au pays à Boca Juniors (2016-2019)

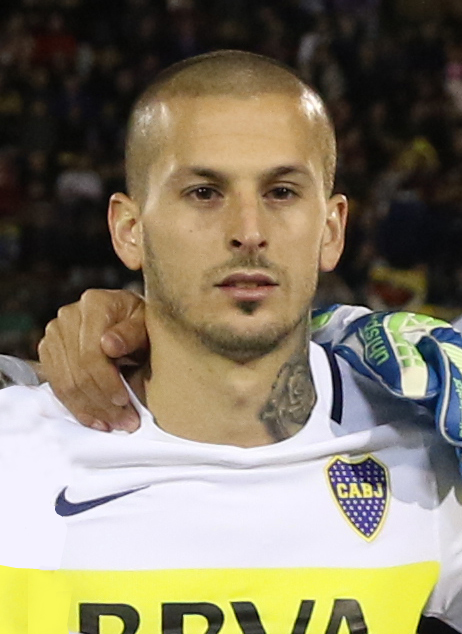
Benedetto sous les couleurs de Boca Juniors en 2016.

Le club est alors en recherche d'un attaquant efficace depuis Martín Palermo, parti en 2011. La pression est grande sur Benedetto qui, en plus, porte le n°9. Il fait ses débuts officiels face à l'Independiente del Valle lors du match aller des demi-finales de la Copa Libertadores 2016. Son premier but est inscrit contre Santamarina en huitièmes de finale de la Coupe d'Argentine lors d'un match remporté 2-1.
Le 25 septembre 2016, il réussit son premier coup du chapeau avec Boca, lors d'un match de première division contre Quilmes. Coupé par une blessure, il revient et inscrit sept buts en cinq matchs. L'équipe remporte le championnat et Benedetto termine meilleur buteur avec 21 buts en 25 matchs. Il est récompensé par une première convocation en équipe d'Argentine. Il marque 31 buts lors de ses 38 matches. De cette période où il brille avec Boca, ses coéquipiers reconnaissent tout particulièrement son impact dans les bons résultats du club : Juan Román Riquelme dit de lui qu' « il est le meilleur joueur de notre équipe ».
En 2017, il est victime d'une rupture des ligaments croisés d'un genou tandis qu'il fait partie des meilleurs avant-centres du pays.
Écarté des terrains pendant plusieurs mois, il peine à revenir à son meilleur niveau mais est tout de même l'auteur de deux buts en finale de la Copa Libertadores 2018 contre River Plate, un au match aller et un autre au retour. Malgré cela, le joueur perd petit à petit sa place.
En 2019, l'Olympique de Marseille lui offre la possibilité de jouer en Europe. En trois ans à Boca, il dispute 76 rencontres pour 45 buts inscrits, soit un ratio de 0,6 buts par match.

#### Départ pour l'Europe à l'Olympique de Marseille puis Elche (2019-2022)
Le 5 août 2019, Benedetto s'engage officiellement pour quatre saisons en faveur de l'Olympique de Marseille. Le montant du transfert s'élève à 14 millions d'euros. Le 10 août 2019, lors de la première journée de Ligue 1 2019-2020, il fait ses débuts face au Stade de Reims, entrant en jeu à la 73e minute en remplacement de Valère Germain. Il marque son premier but avec l'OM d'une reprise astucieuse contre l'OGC Nice lors de la troisième journée de Ligue 1. Quatre jours plus tard, il marque son premier but au Vélodrome face à l'AS Saint-Étienne en étant à l'origine de l'action de but, permettant ainsi à son équipe de s'imposer un but à zéro. Le 17 septembre 2019, il inscrit son premier doublé lors de la cinquième journée de Ligue 1 contre l'AS Monaco lors d'une victoire quatre buts à trois. Il devient ainsi le premier joueur du club à inscrire un but lors de chacune de ses quatre premières titularisations depuis Tony Cascarino et Djibril Cissé. Il marque encore deux semaines plus tard contre le Amiens SC mais ne peut empêcher la défaite de son équipe trois buts à un. Très influent dans le jeu, Benedetto gagne rapidement le cœur des supporters. Il marque de nouveau contre le Toulouse FC puis contre le Nîmes Olympique. Le 28 février 2020, il marque son premier triplé face à Nîmes lors d'une victoire trois buts à deux. Il termine la saison avec onze buts en vingt-huit rencontres toute compétitions confondues    
La saison 2020-2021 est plus compliquée, buteur à seulement trois reprises lors de la phase aller en championnat, il inscrit un doublé lors d'un match de Coupe de France face à l'AJ Auxerre qui permet à son équipe de décrocher la victoire deux buts à zéro. Lors du mercato d'hiver, le club recrute Arkadiusz Milik et Benedetto devient remplaçant. Il termine la saison avec un triste bilan, ayant inscrit seulement six buts en quarante-et-une apparitions toutes compétitions confondues.
Après être entré en jeu lors des deux premières journées de Ligue 1 2021-2022, il est prêté au Elche CF.

#### Retour à nouveau au pays, à Boca Juniors (depuis 2022)
Après deux saisons complètes à l'Olympique de Marseille (2019-2020 et 2020-2021) et un prêt de six mois au club espagnol d'Elche CF, Benedetto refait officiellement son retour à Boca Juniors, dont le transfert devrait rapporter entre 3 et 4 millions d'euros aux Olympiens.
Le 4 novembre 2023, il subit sa deuxième défaite en finale de Copa Libertadores, cette fois ci face à Fluminense.

### Carrière internationale

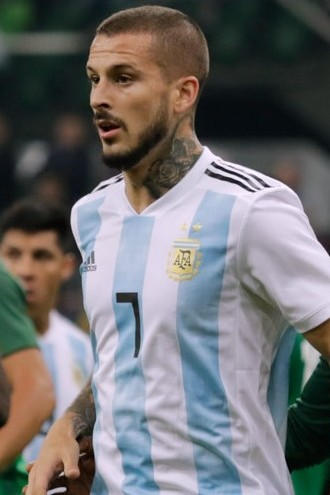
Benedetto avec l'Argentine en 2017.

Le 27 août 2017, il reçoit sa première convocation en équipe d'Argentine de football dirigée par Jorge Sampaoli pour les matchs de qualifications de la Coupe du monde 2018 contre l'Uruguay et le Venezuela. Il fait ses débuts officiels le 5 septembre 2017 lors du second match, en remplaçant Paulo Dybala (1-1) à la 60e minute.
Il est titulaire et joue toute la rencontre un mois plus tard, toujours dans le cadre des éliminatoires contre le Pérou (0-0). Idem cinq jours après en Équateur, mais il est remplacé à la 76e minute.
Mi-novembre, il s'envole pour la Russie pour deux rencontres amicales. Il ne joue pas le premier match face au pays hôte mais, le 14 novembre 2017, enchaîne une quatrième apparition internationale en cette fin d'année. Il rentre en jeu à la mi-temps contre le Nigeria et subit sa première défaite avec l'équipe d'Argentine (2-4).
Sa blessure au genou l'écarte ensuite des terrains et donc de l'équipe nationale.
En mars 2019, revenu sur les terrains avec Boca Juniors, Benedetto est rappelé en équipe argentine pour l'amical face au Venezuela. Il entre à la 74e minute de la défaite (1-3). Il ne joue pas la seconde rencontre quatre jours plus tard contre le Maroc.

## Style de jeu
Benedetto est un attaquant complet loué pour son état d’esprit, son altruisme, son sens du collectif et ses qualités athlétiques qui en font un joueur apprécié par les entraîneurs. Il est un excellent finisseur et bonifie le jeu d'attaque de son équipe. Il peut jouer en renard des surfaces mais sait aussi jouer en tant qu'ailier ou plus bas sur le terrain pour utiliser ses qualités techniques et participer à la construction du jeu.
À son arrivée à l'Olympique de Marseille en 2019, Nicolas Cougot, le rédacteur en chef du site Lucarne Opposée (spécialiste du football sud-américain) déclare que « c'est un joueur qui aime participer au jeu, qui ne va pas se contenter de rester dans la surface. Il est très technique (...). C'est un garçon qui est dépendant du système. Il aime les équipes joueuses avec du jeu dans les couloirs et des ailiers rapides ».

## Statistiques

### En club
| Saison                | Club                      | Championnat           | Championnat | Championnat | Championnat | Coupe(s) nationale(s) | Coupe(s) nationale(s) | Coupe(s) nationale(s) | Supercoupe | Supercoupe | Supercoupe | Compétition(s) continentale(s) | Compétition(s) continentale(s) | Compétition(s) continentale(s) | Compétition(s) continentale(s) | Autres compétitions | Autres compétitions | Autres compétitions | Autres compétitions | Total | Total | Total |
| Saison                | Club                      | Division              | M.          | B.          | P.d.        | M.                    | B.                    | P.d.                  | M.         | B.         | P.d.       | Comp.                          | M.                             | B.                             | P.d.                           | Comp.               | M.                  | B.                  | P.d.                | M.    | B.    | P.d.  |
| 2008-2009             | Arsenal de Sarandí        | Primera División      | 12          | 1           | 0           | -                     | -                     | -                     | -          | -          | -          | -                              | -                              | -                              | -                              | -                   | -                   | -                   | -                   | 12    | 1     | 0     |
| 2009                  | Arsenal de Sarandí        | Primera División      | 1           | 0           | 0           | -                     | -                     | -                     | -          | -          | -          | -                              | -                              | -                              | -                              | -                   | -                   | -                   | -                   | 1     | 0     | 0     |
| 2011-2012             | Arsenal de Sarandí        | Primera División      | 10          | 1           | 0           | 1                     | 0                     | 0                     | -          | -          | -          | -                              | -                              | -                              | -                              | -                   | -                   | -                   | -                   | 11    | 1     | 0     |
| 2012-2013             | Arsenal de Sarandí        | Primera División      | 28          | 7           | 1           | 2                     | 2                     | 0                     | -          | -          | -          | CL                             | 6                              | 3                              | 0                              | -                   | -                   | -                   | -                   | 36    | 12    | 1     |
| Sous-total            | Sous-total                | Sous-total            | 51          | 9           | 1           | 3                     | 2                     | 0                     | -          | -          | -          | -                              | 6                              | 3                              | 0                              | -                   | -                   | -                   | -                   | 60    | 14    | 1     |
| 2009-2010             | Defensa y Justicia (prêt) | Primera B Nacional    | 13          | 1           | 1           | -                     | -                     | -                     | -          | -          | -          | -                              | -                              | -                              | -                              | -                   | -                   | -                   | -                   | 13    | 1     | 1     |
| 2010                  | Defensa y Justicia (prêt) | Primera B Nacional    | 11          | 1           | 0           | -                     | -                     | -                     | -          | -          | -          | -                              | -                              | -                              | -                              | -                   | -                   | -                   | -                   | 11    | 1     | 0     |
| Sous-total            | Sous-total                | Sous-total            | 24          | 2           | 1           | -                     | -                     | -                     | -          | -          | -          | -                              | -                              | -                              | -                              | -                   | -                   | -                   | -                   | 24    | 2     | 1     |
| 2010-2011             | Gimnasia Jujuy (prêt)     | Primera B Nacional    | 19          | 11          | 0           | -                     | -                     | -                     | -          | -          | -          | -                              | -                              | -                              | -                              | -                   | -                   | -                   | -                   | 19    | 11    | 0     |
| Sous-total            | Sous-total                | Sous-total            | 19          | 11          | 0           | -                     | -                     | -                     | -          | -          | -          | -                              | -                              | -                              | -                              | -                   | -                   | -                   | -                   | 19    | 11    | 0     |
| 2013-2014             | Club Tijuana              | Liga MX               | 26          | 12          | 3           | -                     | -                     | -                     | -          | -          | -          | LCC                            | 4                              | 1                              | 2                              | -                   | -                   | -                   | -                   | 30    | 13    | 5     |
| 2014                  | Club Tijuana              | Liga MX               | 17          | 9           | 4           | 3                     | 1                     | 1                     | -          | -          | -          | -                              | -                              | -                              | -                              | -                   | -                   | -                   | -                   | 20    | 10    | 5     |
| Sous-total            | Sous-total                | Sous-total            | 43          | 21          | 7           | 3                     | 1                     | 1                     | -          | -          | -          | -                              | 4                              | 1                              | 2                              | -                   | -                   | -                   | -                   | 50    | 23    | 10    |
| 2015                  | Club América              | Liga MX               | 17          | 6           | 3           | -                     | -                     | -                     | -          | -          | -          | LCC                            | 3                              | 7                              | 1                              | -                   | -                   | -                   | -                   | 20    | 13    | 4     |
| 2015-2016             | Club América              | Liga MX               | 32          | 11          | 5           | -                     | -                     | -                     | -          | -          | -          | LCC                            | 7                              | 1                              | 0                              | CMC                 | 2                   | 1                   | 1                   | 41    | 13    | 6     |
| Sous-total            | Sous-total                | Sous-total            | 49          | 17          | 8           | -                     | -                     | -                     | -          | -          | -          | -                              | 10                             | 8                              | 1                              | -                   | 2                   | 1                   | 1                   | 61    | 26    | 10    |
| 2016                  | Boca Juniors              | Primera División      | -           | -           | -           | 3                     | 2                     | 1                     | -          | -          | -          | CL                             | 2                              | 0                              | 0                              | -                   | -                   | -                   | -                   | 5     | 2     | 1     |
| 2016-2017             | Boca Juniors              | Primera División      | 25          | 21          | 3           | 3                     | 3                     | 0                     | -          | -          | -          | -                              | -                              | -                              | -                              | -                   | -                   | -                   | -                   | 28    | 24    | 3     |
| 2017-2018             | Boca Juniors              | Primera División      | 9           | 9           | 4           | -                     | -                     | -                     | -          | -          | -          | CL                             | 6                              | 5                              | 2                              | -                   | -                   | -                   | -                   | 15    | 14    | 6     |
| 2018-2019             | Boca Juniors              | Primera División      | 15          | 2           | 1           | 2                     | 0                     | 0                     | 1          | 0          | 0          | CL                             | 6                              | 3                              | 1                              | CS                  | 4                   | 0                   | 0                   | 28    | 5     | 2     |
| Sous-total            | Sous-total                | Sous-total            | 49          | 32          | 8           | 8                     | 5                     | 1                     | 1          | 0          | 0          | -                              | 14                             | 8                              | 3                              | -                   | 4                   | 0                   | 0                   | 76    | 45    | 12    |
| 2019-2020             | Olympique de Marseille    | Ligue 1               | 26          | 11          | 1           | 2                     | 0                     | 1                     | -          | -          | -          | -                              | -                              | -                              | -                              | -                   | -                   | -                   | -                   | 28    | 11    | 2     |
| 2020-2021             | Olympique de Marseille    | Ligue 1               | 32          | 5           | 3           | 2                     | 1                     | 0                     | 1          | 0          | 0          | C1                             | 6                              | 0                              | 0                              | -                   | -                   | -                   | -                   | 41    | 6     | 3     |
| 2021-2022             | Olympique de Marseille    | Ligue 1               | 2           | 0           | 0           | -                     | -                     | -                     | -          | -          | -          | C3                             | -                              | -                              | -                              | -                   | -                   | -                   | -                   | 2     | 0     | 0     |
| Sous-total            | Sous-total                | Sous-total            | 60          | 16          | 4           | 4                     | 1                     | 1                     | 1          | 0          | 0          | -                              | 6                              | 0                              | 0                              | -                   | -                   | -                   | -                   | 71    | 17    | 5     |
| 2021-2022             | Elche CF                  | Liga                  | 14          | 2           | 0           | 2                     | 0                     | 0                     | -          | -          | -          | -                              | -                              | -                              | -                              | -                   | -                   | -                   | -                   | 16    | 2     | 0     |
| Sous-total            | Sous-total                | Sous-total            | 14          | 2           | 0           | 2                     | 0                     | 0                     | -          | -          | -          | -                              | -                              | -                              | -                              | -                   | -                   | -                   | -                   | 16    | 2     | 0     |
| Total sur la carrière | Total sur la carrière     | Total sur la carrière | 309         | 110         | 29          | 20                    | 9                     | 3                     | 2          | 0          | 0          | -                              | 40                             | 20                             | 6                              | -                   | 6                   | 1                   | 1                   | 377   | 140   | 39    |

### Liste des matches internationaux
| Matches internationaux de Darío Benedetto | Matches internationaux de Darío Benedetto | Matches internationaux de Darío Benedetto   | Matches internationaux de Darío Benedetto | Matches internationaux de Darío Benedetto | Matches internationaux de Darío Benedetto | Matches internationaux de Darío Benedetto                           |
|                                           | Date                                      | Lieu                                        | Adversaire                                | Résultat                                  | Compétition                               | Notes                                                               |
| ----------------------------------------- | ----------------------------------------- | ------------------------------------------- | ----------------------------------------- | ----------------------------------------- | ----------------------------------------- | ------------------------------------------------------------------- |
| 1                                         | 6 septembre 2017                          | Estadio Monumental, Buenos Aires, Argentine | Venezuela                                 | 1 - 1                                     | Éliminatoires Mondial 2018                | Entre en jeu à la place de Paulo Dybala à la 63e minute de jeu.     |
| 2                                         | 5 octobre 2017                            | La Bombonera, Buenos Aires, Argentine       | Pérou                                     | 0 - 0                                     | Éliminatoires Mondial 2018                | Titulaire.                                                          |
| 3                                         | 10 octobre 2017                           | Estadio Olimpico Atahualpa, Quito, Équateur | Équateur                                  | 1 - 3                                     | Éliminatoires Mondial 2018                | Titulaire et remplacé par Mauro Icardi à la 76e minute de jeu.      |
| 4                                         | 14 novembre 2017                          | Stade FK Krasnodar, Krasnodar, Russie       | Nigeria                                   | 2 - 4                                     | match amical                              | Entre en jeu à la place de Sergio Agüero à la 46e minute de jeu.    |
| 5                                         | 22 mars 2019                              | Estadio Metropolitano, Madrid, Espagne      | Venezuela                                 | 1 - 3                                     | match amical                              | Entre en jeu à la place de Lautaro Martínez à la 70e minute de jeu. |

## Palmarès

### En club

#### Olympique de Marseille
- Ligue 1
  - Vice-champion : 2020 et 2022
- Trophée des champions
  - Finaliste : 2020

#### Boca Juniors
- Copa Libertadores
  - Finaliste : 2018 et 2023
- Championnat d'Argentine
  - Vainqueur : 2017 et 2018
- Supercoupe d'Argentine
  - Vainqueur : 2018

#### Club América
- Ligue des champions de la CONCACAF
  - Vainqueur : 2015 et 2016

#### Arsenal de Sarandí
- Championnat d'Argentine
  - Vainqueur : 2012 (Clôture)

### Distinctions individuelles
- Meilleur joueur de la Ligue des champions de la CONCACAF 2014-2015
- Meilleur buteur de la Ligue des champions de la CONCACAF 2014-2015 (7 buts)
- Meilleur buteur du Championnat d'Argentine de football 2016-2017 (21 buts)
- Footballeur argentin de l'année évoluant en Argentine en 2017